# Boris Tadić
Boris Tadić (tiếng Serbia: Борис Тадић; sinh ngày 15 tháng 1 năm 1958) là Tổng thống thứ ba của Serbia. Chuyên môn của ông là ngành tâm lý học, ông hiện là chủ tịch của đảng dân chủ xã hội Đảng Dân chủ. Tadić đã được bầu làm tổng thống Serbia nhiệm kỳ 5 năm vào ngày 27 tháng 6 năm 2004, và đã nhậm chức tổng thống vào ngày 11 tháng 7 năm 2004. Ông đã được bầu lại chức này và sẽ nhậm chức vào ngày 15 tháng 2 năm 2008. Trước khi làm tổng thống Serbia, ông đã đảm nhận chức Bộ trưởng Viễn thông Liên bang Nam Tư và Bộ trưởng Quốc phòng của Serbia và Montenegro.